# Altmittweida
Altmittweida es un municipio situado en el distrito de Sajonia Central, en el estado federado de Sajonia (Alemania), a una altitud de 290 metros. Su población a finales de 2016 era de unos 190 habs. y su densidad poblacional, 160 hab/km².